# Anaís de Melo
Anaís de Melo (Portugal, 9 de mayo de 1960) es una actriz portuguesa, nacionalizada mexicana que desarrolló su carrera principalmente en las décadas de 1980 y 1990.

## Carrera
De Melo inició su carrera en el cine mexicano a mediados de la década de los 70s. Una de sus primeras apariciones ocurrió en la película Arturo Ripstein de 1976 Foxtrot, donde interpretó a una joven pero no apareció en los créditos. Cuatro años después obtuvo su primer papel de importancia en la película de terror Una rata en la oscuridad, en la que interpretó a una joven que se ve acechada por un extraño ser en una casona embrujada. En la cinta compartió el papel principal con la destacada actriz Ana Luisa Peluffo. Dos años después integró el reparto de la película El cavernícola, protagonizada por Ringo Starr. En 1984 actuó junto a Charles Bronson en la película de acción The Evil That Men Do. A partir de entonces apareció en más de cincuenta películas, siendo un rostro popular en el cine mexicano entre las décadas de 1980 y 1990. Tuvo una participación especial en la telenovela El extraño retorno de Diana Salazar (1988) de televisa con el personaje de Yoko. Actualmente es dueña de la agencia de relaciones públicas UFFF!, una de las más prestigiosas de México.

## Filmografía
- 1996 - Danik, el viajero del tiempo ...Mujer de negro
- 1995 - El tigre Murrieta ...Prostituta 1
- 1995 - Venganza entre narcos
- 1994 - Lamineros y ficheras ...Nora
- 1994 - Cacería sangrienta
- 1994 - Secuestro salvaje
- 1992 - La mula ...Chica II
- 1992 - Noche infernal
- 1992 - Ni ángel ni demonio... un macho!
- 1992 - Ansia asesina ...Soldado
- 1991 - Las nachas  ...Ignacia 'Nacha'
- 1991 - Un asesino anda suelto
- 1991 - Los turistas
- 1991 - El arte de poner los cuernos
- 1991 - La venganza de los punks
- 1990 - Encajosa... pero cariñosa
- 1990 - Muerte lenta ...Diana
- 1990 - Rescate mortal
- 1990 - La soplona
- 1990 - Nacos vs. narcos ...Margarita
- 1990 - Depredador chicano
- 1990 - El semental
- 1990 - Depredador chicano
- 1990 - Comando marino
- 1990 - Objetos sexuales
- 1989 - Chantaje al desnudo ...Clienta del doctor Barrena
- 1989 - Abran fuego
- 1989 - Operación Cóndor
- 1989 - Bonampak
- 1989 - Aventuras que matan
- 1989 - Entre juego y contrabando
- 1989 - Las guerreras del amor
- 1989 - Open Fire ...Pantera
- 1988 - Con el odio en la piel
- 1988 - Águila de verano
- 1988 - Con el odio en la piel
- 1988 - Águila de verano
- 1988 - El semental de Palo Alto
- 1988 - Una mujer violenta
- 1988 - Vengador Callejero ...Margarita Solís
- 1988 - Los lavaderos II ...Perla Godínez
- 1988 - Con el odio en la piel
- 1987 - Relámpago ...Anais
- 1987 - Gaby: A True Story ...Secretaria
- 1986 - La rebelión de los colgados ...Prostituta
- 1984 - The Evil That Men Do ...Dominique
- 1983 - Beyon the Limit ...Teresa
- 1983 - Esos viejos rabo verdes ...Coral
- 1983 - El triunfo de un hombre llamado Caballo ...Dorothy
- 1982 - La Combi asesina ...La vecina
- 1982 - 41 el hombre perfecto ...Crystal
- 1982 - La golfa del barrio ...Prima
- 1981 - El vecindario ...Anita
- 1981 - La pachanga ...Conchita
- 1981 - D.F./Distrito Federal ...Concha
- 1981 - El cavernícola ...Meeka[5]
- 1980 - Sexo contra sexo ...Cabaretera
- 1980 - Golpe a la mafia ...Amalia
- 1980 - Mírame con ojos pornográficos ...Paciente
- 1980 - Hilario Cortes, el rey del talón
- 1979 - El sexo me da risa ...Carolina
- 1979 - Guyana: El crimen del siglo ...Rebecca
- 1979 - Una rata en la oscuridad ...Sonia
- 1979 - Discotec fin de semana
- 1979 - La guerra santa
- 1979 - Nora la rebelde ...Compañera de Nora
- 1978 - Los pequeños privilegios ...Jackie
- 1977 - El patrullero 777 ...Novia chico prepotente
- 1977 - Dios los cría
- 1976 - Chicano
- 1976 - La India ...Violeta/Gloria
- 1976 - Foxtrot ...Young girl (sin créditos)